# لیو جیایو
لیو جیایو (انگلیسی: Liu Jiayu؛ زادهٔ ۱۷ سپتامبر ۱۹۹۲) اسنوبردسوار اهل چین است.